# كارولين كاواساكي
كارولين كاواساكي (بالإنجليزية: Carolyn Kawasaki)‏ هي عارضة أمريكية، ولدت في 25 مايو 1962 في شيكاغو في الولايات المتحدة.